# 밀러 계곡의 늑대인간
밀러 계곡의 늑대인간(The Werewolves of Millers Hollow, 프랑스어: Les Loups-garous de Thiercelieux)은 프랑스 작가 필립 데 팔리에르(Philippe des Pallières)와 에르베 마를리(Hervé Marly)가 만든 카드 게임으로 8~47명이 플레이할 수 있다. 이 게임은 러시아 게임 마피아 (게임)를 기반으로 한다. 2003년 슈필데스야레스상 후보에 올랐다.